# Чолпонбаев, Улан Сапарбекович
Улан Сапарбекович Чолпонбаев (кирг. Улан Сапарбекович Чолпонбаев; 22 марта 1977 года — 11 ноября 2017 года) — киргизский политический деятель, депутат Жогорку Кенеша Киргизской Республики пятого созыва.

## Биография
Родился в 1977 году в городе Фрунзе в семье врача и педагога. Детство провел в селе Боз-Учук Аксуйского района Иссык-Кульской области. В 1997 году окончил Международный Университет Кыргызстана по специальности Международное право. В 2009 году поступил в Академию народного хозяйства при Правительстве РФ, факультет Финансы и менеджмент. С октября 2010 года член идеалистической партии «Ата-Журт». С 10 ноября 2010 года депутат Жогорку Кенеша (парламента) Киргизской Республики пятого созыва. Член комитетов по развитию отраслей экономики и топливно-энергетическому комплексу и недропользованию.
Ушёл из жизни 11 ноября 2017 года после продолжительной болезни почек, похоронен на Ала-Арчинском кладбище.

## Хобби
Филантроп, увлекается шахматами, большим теннисом. Выпустил книгу «Священный Иссык-Куль» — сборник самых известных преданий, легенд, мифов, биографий известных людей, общественных деятелей, как современного, так и прошлого Кыргызстана.